# Sqlserver ce
SQL Server Compact Edition (SQL Server CE) es el motor de base de datos para PocketPC, su creación y funcionamiento está basado en el proveedor de datos de .NET Compact Framework el cual fue desarrollado con tecnología .NET de Microsoft.
Un proveedor de datos de .NET Compact Framework para SQL Server CE describe una colección de clases utilizada para tener acceso a una base de datos de SQL Server CE, los dispositivos basados en Windows CE o Windows Mobile obtienen mediante la invocación de este gestor un entorno administrado de base de datos similar a los grandes repositorios, tales como Informix u Oracle.
Con SqlServerCe, se pueden crear bases de datos de SQL Server CE en un dispositivo móvil y establecer conexiones con las bases de datos de SQL Server que se encuentran en el dispositivo o en un servidor remoto.

## Inconvenientes
- Aunque su entorno y funcionamiento está basado en los gestores de datos de mayor capacidad, SqlServerCe está enfocado a funcionar sobre dispositivos con características limitadas.
- El tamaño de las bases de datos sobre esta tecnología esta limitada a Megas.
- El grupo de sentencia SQL que soporta está limitado a los querys de consulta más básicos.
- En contraposición con los demás sistemas gestores de bases de datos, SQL Server CE utiliza un fichero tanto para el almacenamiento de los datos como para guardar la estructura interna de la base de datos. Dichos ficheros tienen la extensión .sdf.

## Evolución
En un principio SQL Server Compact Edition era llamado SQL Server Everywhere Edition, pero las quejas de los usuarios por posibles conflictos con otros sistemas gestores llevó a Microsoft a cambiar el nombre por el que conocemos actualmente....